# Septoria smithiana
Septoria smithiana är en svampart som beskrevs av Trotter 1931. Septoria smithiana ingår i släktet Septoria och familjen Mycosphaerellaceae.   Inga underarter finns listade i Catalogue of Life.